# Желтогубая квакша
Желтогубая квакша  (лат. Rheohyla miotympanum) — вид бесхвостых земноводных из семейства квакш, единственный представитель рода Rheohyla. Родовое название происходит от др.-греч. rheos — «поток» и лат. hyla — «квакша», и указывает на места разможения в быстрых ручьях. Видовое название происходит от уменьшительного префикса др.-греч. meion и др.-греч. tympanon — «барабан», и указывает на относительно маленькие барабанные перепонки данного вида.

## Описание
Самцы вырастают до 38 мм, самки до 51 мм в длину. Пальцы передних лап перепончаты на одну треть, задних — на три четверти. Кожа спины гладкая. Окраска спины бледно-зелёная, брюхо кремово-белое. У головастиков относительно небольшой ротовой диск.

## Образ жизни
Обитает в зарослях бромелий и ксантосом на высотах 350—2000 м над уровнем моря. Также может опускаться на землю, прятаться в кустах или на небольших растениях.

## Распространение
Эндемик восточной и центральной Мексики, обитает в Восточной Сьерра-Мадре, Сьерра-Мадре-де-Оахака и Сьерра-де-лос-Тустлас.